# Зброєносець

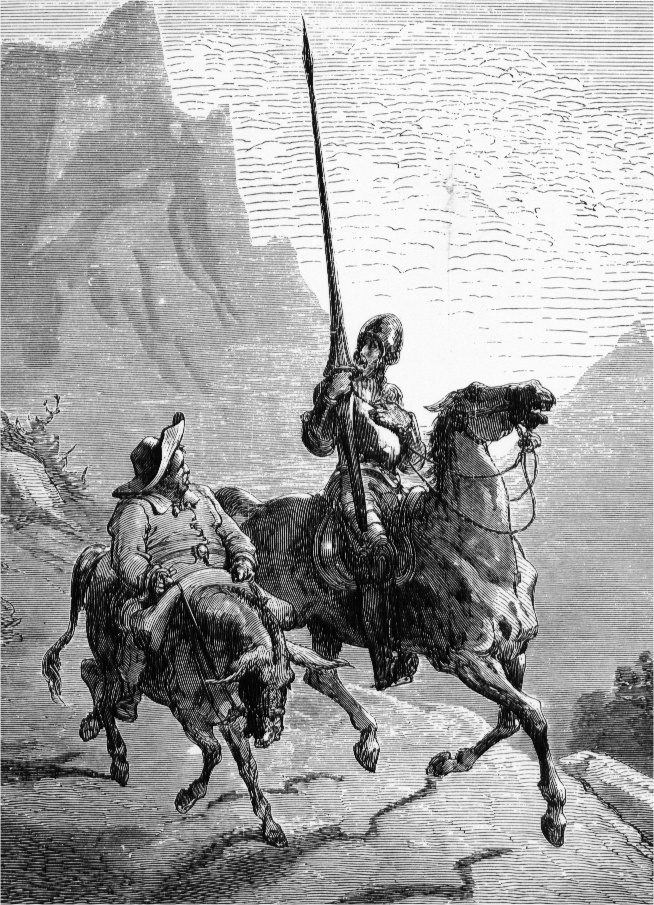
Санчо Панса був зброєносцем Дон Кіхота

Зброєносець — у Середньовіччі — молодий воїн, обов'язком якого було носити зброю лицаря, оберігати його в бою та доглядати його коня.
У випадку благородного походження учнівство звичайно тривало з 14 років до 21 року (досягнення повноліття), після чого зброєносець посвячувався в лицарі. Винятком могли бути Королівські Зброєносці, які іноді залишалися зброєносцями все життя.
Простолюдин, зазвичай, служив зброєносцем довічно, одночасно бувши сержантом. Тільки в дуже рідкісних випадках простолюдин міг бути за особливі заслуги посвячений у лицарі, і саме з нащадків таких простолюдинів у Священної Римської імперії сформувався суспільний стан міністеріалів.
У козаків зброєносців називали «джура» («цюра», «чура»).